# Gall de Sri Lanka
El gall de Sri Lanka (Gallus lafayetii) és una espècie d'ocell de la família dels fasiànids (Phasianidae) que habita la selva humida i matoll costaner de Sri Lanka.